# Zdzisław Wrzałka
Zdzisław Feliks Wrzałka (ur. 18 listopada 1957 w Kielcach) – polski polityk, samorządowiec, wicemarszałek województwa świętokrzyskiego III kadencji, starosta kielecki (2010–2014), w latach 2014–2018 wójt gminy Miedziana Góra.

## Życiorys
Pochodzi z Miedzianej Góry. Ukończył studia na Politechnice Świętokrzyskiej, pracował jako nauczyciel, prowadził również własną działalność gospodarczą. Został działaczem Platformy Obywatelskiej. Dwukrotnie (w 2005 i 2007) z listy tej partii bez powodzenia ubiegał się o mandat poselski. Również z listy tego ugrupowania, w wyborach w 2006 uzyskał mandat radnego sejmiku świętokrzyskiego. Następnie został powołany na urząd wicemarszałka województwa, który sprawował do 2010. W tym samym roku uzyskał reelekcję w wyborach wojewódzkich, zrezygnował jednak z zasiadania w sejmiku w związku z powołaniem na funkcję starosty powiatu kieleckiego. W 2014 wybrany na wójta gminy Miedziana Góra, nie uzyskał reelekcji w wyborach w 2018.
W październiku 2017 odszedł z PO; przystąpił potem do partii Porozumienie.
W listopadzie 2019 został zatrudniony przez uzdrowisko w Busku-Zdroju jako koordynator programu profilaktyki cukrzycy.

## Odznaczenia
W 2013 otrzymał Brązową Odznakę „Zasłużony dla Ochrony Przeciwpożarowej”, a w 2015 – Srebrny Medal „Za zasługi dla obronności kraju”.

## Życie prywatne
Syn Franciszki i Stanisława. Żonaty z Bożeną, ma troje dzieci.